# Troud
Troud ou Trud (Тру́д en russe, signifiant « Travail ») est l'un des principaux journaux russes. Il est fondé le 19 février 1921. C'est un journal de gauche, à parution trihebdomadaire (mardi, mercredi, vendredi) depuis 2013. Sa diffusion est estimée à environ 222 000 exemplaires. Il est diffusé en Russie, en CEI et dans le monde. L'adresse de la rédaction se trouve au no 9, rue Bolchaïa Dmitrovka à Moscou (arrondissement Tverskoï).

## Historique
Fondé en 1921, le quotidien Troud constitue initialement un moyen de communication du Conseil des Unions Professionnelles de toute la Russie (Всесоюзный центральный совет профессиональных союзов). Il est principalement spécialisé en thématiques socio-économiques et politiques, mais publie également les œuvres littéraires. Tout au long de son existence plusieurs écrivains célèbres comme Vladimir Maïakovski, Sacha le Rouge, Youri Naguibine et Evgueni Evtouchenko, Friedrich Neznansky, Nikolaï Virta collaborent avec le journal.
La rédaction du journal reçoit l'ordre de Lénine en 1951 et l'ordre du Drapeau rouge du Travail en 1971.

### Lire aussi
- Liste de journaux en Russie